# Лазарети
Лазарети је име за групу повезаних зграда триста метара удаљених од бедема Дубровника према истоку.

## Историја
Лазарети су саграђени као једна од превентивних медицинских мера заштите становника Дубровника за време Дубровачке републике.
Пошто је Дубровник био важан лучки град и примао путнике из свих делова света, Велико веће Дубровачке републике је 27. јула 1377. године донело одлуку којом се први пут на свету уводи карантин као мера заштите од уношења и ширења инфективних болести, нарочито куге. Ова одлука је објављена у тзв. Зеленој књизи (Liber viridis) под насловом Veniens de locis pestiferis non intret Ragusium nel districtum (Ко долази из окужених крајева, нека не ступи у Дубровник нити на његову територију).
Одређено је да нити домаћи људи, нити странци који долазе из кужних крајева не могу да уђу у град, ако претходно не пробораве 30 дана на острвима Мркану, Бобари и Супетру крај Цавтата.
У одлуци из 1397. године одлучује се да странци и њихови бродови не могу да упловљавају западно од Молунта нити источно од Мљета, те им се одређује карантин и то на острву Мркан на којем се у то време налази фрањевачки манастир, те на Мљету где је бенедиктински манастир.
Због удаљености, али и из стратешких разлога, карантин се у 15. веку премешта ближе Дубровнику.
Почетком 15. века у Дубровнику је постојао лазарет на Данчама. За ту сврху изузете су 1430. неке куће у градском перивоју Градац, а од 1457. гради се лазарет на Данчама и уз њега црква. Добра организација овог лазарета омогућила је потпуно напуштање карантина на острвима крај Цавтата.
Године 1533. почео је да се гради лазарет на Локруму. Премда је саграђен велики четвероугаони лазарет, исти није никад завршен нити употребљен за карантин.
Крајем 15. века је донесена одлука о градњи лазарета на Плочама. Почетак градње лазарета на Плочама био је 1590. године, док је градња завршена 1642. Трајање карантина продужено је са тридесет на четрдесет дана, а медицински радници тзв. кацаморти контролисали су провођење и поштовање одлука о карантину.
Премештање лазарета на Плоче означава прерастање ове установе из оквира поморског санитета и у санитарни кордон према копну.

## Архитектонско решење
Лазарети су импресиван комплекс састављен од десет хала тзв. лађа, између којих се налази пет унутрашњих дворишта тзв. баџафера, са две кућице на спрат на улазу и крају лазарета названих капетанија и јањичарски хан. Комплекс је омеђен високим зидом и вратима са морске и копнене стране.

## Занимљивости
Интересантно је напоменути да 1808. године Французи оснивају медицинску комисију (commisione di sanita) које ће да настави рад и за време аустријске власти све до 1918. године. У народу се комисија популарно звала санитат.
Данас је у Лазаретима смештена Арт радионица Лазарети, дубровачки Санитат те хуманитарно и миротворно удружење Деша.
Лазарети су предвиђени као градски мултимедијални музеј и као улазна станица свим посетиоцима града Дубровника.